# 金子幸代
金子 幸代（かねこ さちよ、1954年 -2021年5月13日）は、日本の日本文学、比較文学研究者、富山大学名誉教授。フェミニズムの観点を盛り込んだ森鷗外研究を中心に、演劇や映画も対象とした比較文学研究に取り組んだ。

## 経歴
出典、北日本新聞 2021.10.12 の記事
埼玉県出身。お茶の水女子大学大学院人文科学研究科修士課程日本文学専攻修了（文学修士）、一橋大学大学院言語社会研究科博士課程言語社会専攻単位取得満期退学。
1990年に神奈川県立外語短期大学の専任講師となった。1995年4月に解雇となり、不当解雇として訴訟を起こしている（後に復職）。
1996年12月から1997年3月まで、横浜市開港記念会館で鴎外文学教室を担当した。
2002年、富山大学人文学部教授。富山大学へ赴任後は、地域に縁のある利賀演劇フェスティバルや、小寺菊子についての研究なども行っている  。
2008年、富山大学比較文学会を発足。研究発表会・講演会の開催や機関紙 富大比較文学の刊行等を行った。
2009年、富山文学の会を設立。
2011年、「鷗外と近代劇」により、一橋大学から博士（学術） を受ける。同作により第21回やまなし文学賞受賞。
2014年、富山大学を退任、名誉教授となる。

## 著書
- 『鴎外と＜女性＞ ー 森鴎外論究』大東出版社、1992年
- 『鴎外と神奈川』神奈川新聞社、2004年
- 『鴎外と近代劇』大東出版社、2011年
- 『森鴎外の西洋百科事典 『椋鳥通信』研究』鴎出版、2019年
- 『鴎外 わが青春のドイツ』鴎出版、2020年

### 編著書
- 『鴎外女性論集』不二出版、2006年
- 『小寺菊子作品集1 少女小説・小説』 桂書房、2014年

## 参考
- 富山県立図書館所蔵 金子幸代先生関連資料 (PDF)